# Обвинения Карима Ахмада Хана в сексуальных домогательствах

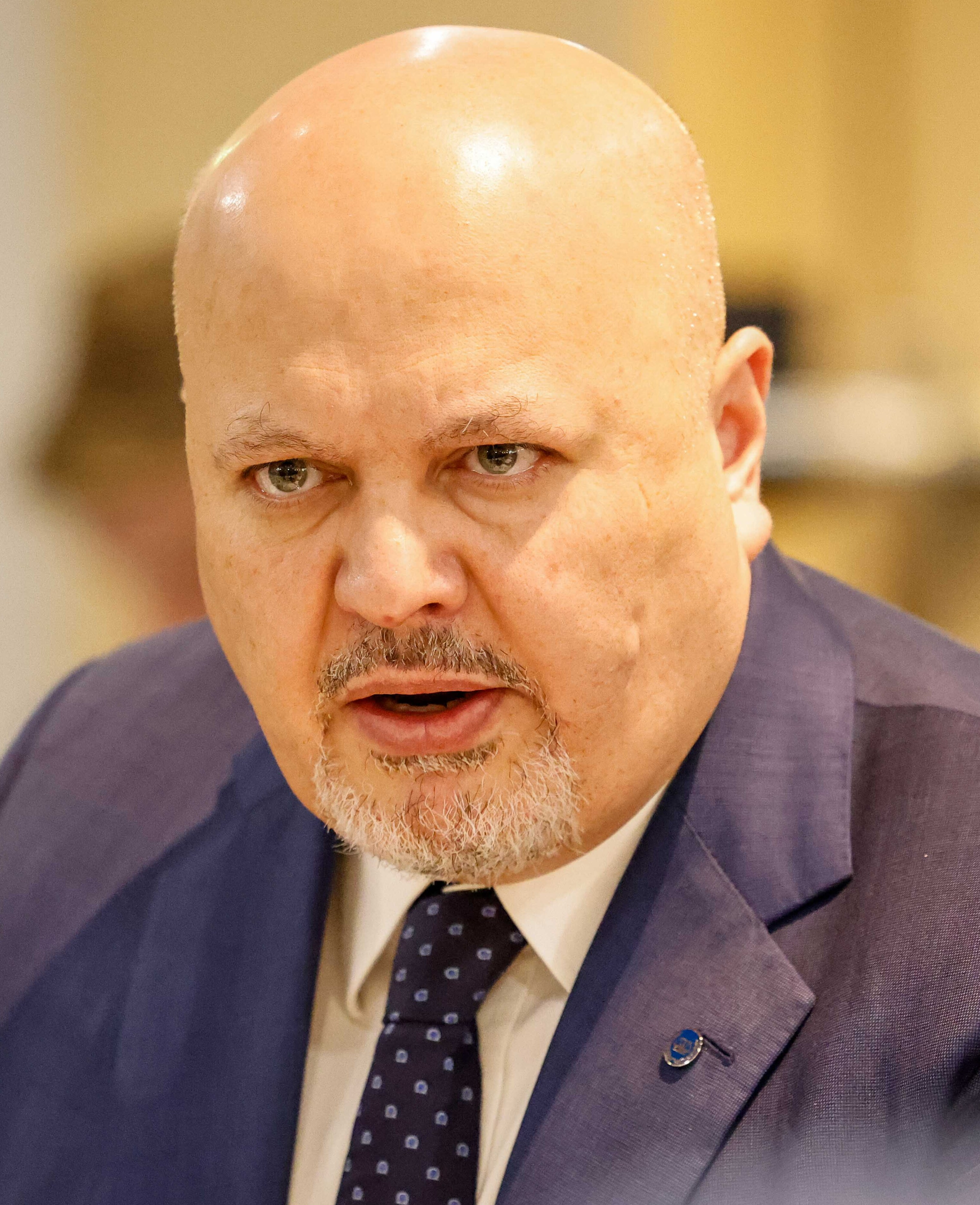
Карим Ахмад Хан

Обвинения Карима Ахмада Хана в сексуальных домогательствах — серия исков против британского юриста, специализирующегося на международном уголовном праве и правах человека, действующего прокурора Международного уголовного суда Карима Ахмада Хана.
В мае 2024 года Международный уголовный суд начал расследование утверждений о том, что Хан совершил сексуальное насилие, включая инцидент в декабре 2023 года, когда Хан предположительно принудил одну из своих помощниц к половому акту. Замужняя мать заявила, что подвергалась «принудительному половому акту» неоднократно. Тем не менее, она продолжала работать, так как ей было необходимо оплачивать лечение своей матери, а со временем она начала опасаться возмездия в случае, если она пожалуется.
В октябре 2024 года осведомитель раскрыл общественности обвинения в сексуальном насилии. Предполагаемая жертва отказалась прямо подтвердить или опровергнуть выдвинутые претензии, поэтому официальное расследование не было начато. Анонимные источники, близкие к предполагаемой жертве, утверждали, что она не доверяла надзорному органу суда, запрашивала внешнее расследование дела и не хотела срывать выдачу ордеров на арест израильских лидеров.
Хан отверг обвинения в неправомерных действиях. В телефонном разговоре Хан предположительно пытался убедить заявительницу не подавать иск.
Хана также обвинили в ответных действиях против четырёх сотрудников в связи с обвинениями в сексуальных домогательствах. Пять человек, которым были представлены эти обвинения и которые попросили не называть их имен, сообщили, что Хан понизил в должности по меньшей мере четырёх сотрудников своего аппарата.
В октябре 2024 года члены Конгресса США инициировали расследование, чтобы определить, повлияли ли претензии к Хану на его решение выдвинуть иск в военных преступлениях против израильских чиновников. Хан заявил, что стал жертвой клеветнической кампании, отметив: «В последние месяцы моя семья, включая жену и ребёнка, также подверглась нападкам». Коллеги Хана из МУС также намекнули, что обвинения являются частью израильской клеветнической кампании. Ранее The Guardian сообщал, что предшественнице Хана, Фату Бенсуде, угрожал директор Моссада Йоси Коэн, пытаясь отговорить её от открытия расследований военных преступлений против Израиля. После многомесячного расследования The Guardian не нашла никаких доказательств того, что Израиль был причастен к обвинениям против Хана, хотя и отметила, что должностные лица МУС опасались, что Израиль воспользуется ситуацией, чтобы саботировать расследование МУС в Палестине.
В ноябре 2024 года руководящий орган МУС объявил, что Хан подвергнется внешнему расследованию по данным заявлениям.
16 мая 2025 года в ходе расследований Хан временно ушёл в отставку. Заместители прокурора Хана были назначены ответственными за управление Офисом прокурора в его отсутствие .